# Lesiów (gromada)
Lesiów – dawna gromada, czyli najmniejsza jednostka podziału terytorialnego Polskiej Rzeczypospolitej Ludowej w latach 1954–1972.
Gromady, z gromadzkimi radami narodowymi (GRN) jako organami władzy najniższego stopnia na wsi, funkcjonowały od reformy reorganizującej administrację wiejską przeprowadzonej jesienią 1954 do momentu ich zniesienia z dniem 1 stycznia 1973, tym samym wypierając organizację gminną w latach 1954–1972.
Gromadę Lesiów siedzibą GRN w Lesiowie utworzono – jako jedną z 8759 gromad na obszarze Polski – w powiecie radomskim w woj. kieleckim, na mocy uchwały nr 13i/54 WRN w Kielcach z dnia 29 września 1954. W skład jednostki weszły obszary dotychczasowych gromad Lesiów, Owadów i Kozłów ze zniesionej gminy Kozłów w tymże powiecie. Dla gromady ustalono 18 członków gromadzkiej rady narodowej.
1 stycznia 1969 do gromady Lesiów przyłączono obszar zniesionej gromady Jastrzębia oraz wieś Nowa Wola Gołębiowska ze zniesionej gromady Wola Gołębiowska.
Gromada przetrwała do końca 1972 roku, czyli do kolejnej reformy gminnej.